# ケネス・ラッシュ

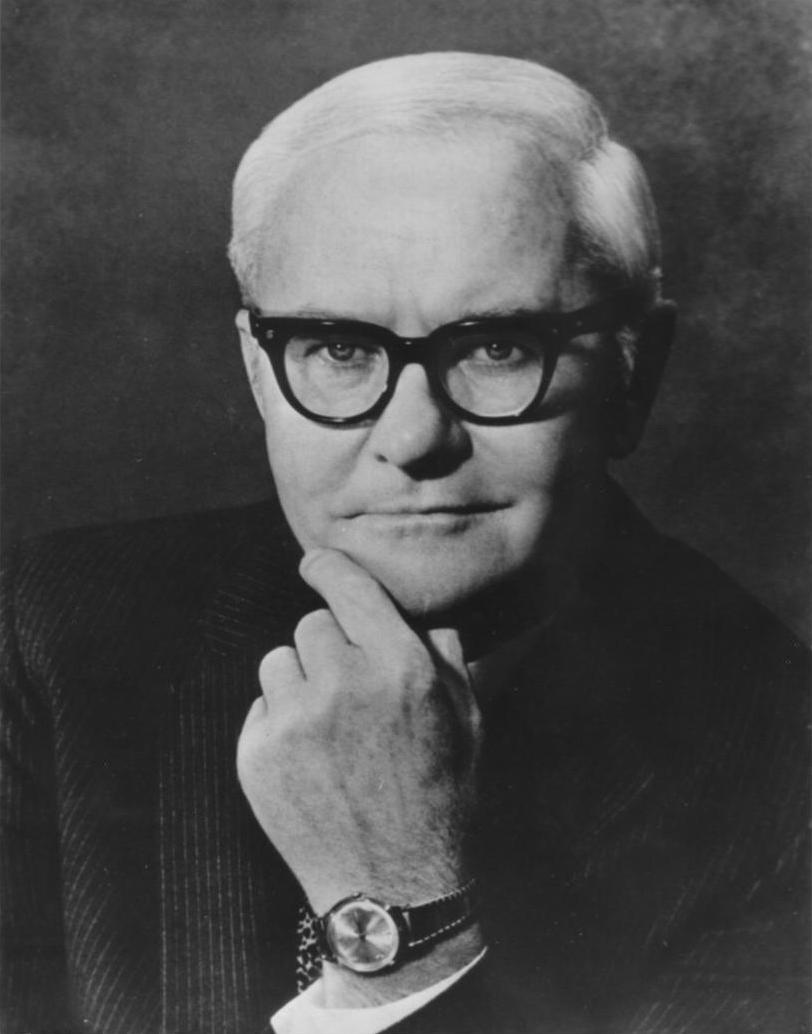
ケネス・ラッシュ

ケネス・ラッシュ（Kenneth Rush, 1910年1月17日 - 1994年12月11日）は、アメリカ合衆国の外交官、政治家。駐西ドイツ大使、駐フランス大使、国防副長官、国務副長官を歴任。1971年のベルリン協定（英語: Four Power Agreement on Berlin）締結交渉を支援した。

## 生い立ち
ケネス・ラッシュはワシントン州ワラワラにてデイヴィッド・ケネス・ラッシュ (David Kenneth Rush) の息子として生まれた。両親はテネシー州の出身であり、西部を1年かけて旅行している途中でケネスを出産した。父親はテネシー州グリーンビルの農場主であり、母親は学校教師であった。父親とは2歳のときに死別した。ラッシュはグリーンビルの高校を経て、テネシー大学に進学した。彼は給仕として働き、学費を稼いだ。彼は歴史を専攻し、ファイ・ベータ・カッパの会員に推挙された。1932年、イェール・ロー・スクールに進学。法律雑誌の編集者を務め、法学修士号を取得した。

## 初期の経歴
1936年から1937年まで、ラッシュはデューク大学にて准教授を務め、法学の講義を担当した。彼は学生の1人であったリチャード・ニクソンと知り合い、永続的な友情関係を構築した。1937年、ラッシュはユニオン・カーバイド・アンド・カーボン社からのオファーを受け、同社に幹部として加わった。彼は1939年に副社長に就任、1966年に社長となった。

## 政治経歴
ラッシュは1969年にすべての民間企業職を辞し、駐西ドイツ大使に就任した。リチャード・ニクソン大統領は1972年に彼をアメリカ合衆国国防副長官に任命。翌1973年には国務副長官に転任。1974年から1977年までは駐フランス大使を務めた。
ラッシュは1971年のベルリン協定（英語: Four Power Agreement on Berlin）締結に際して、主たる役割を果たした。彼は17ヶ月間にわたって米英ソ仏間の交渉に関与し、各国政府からの信頼を獲得した。ベルリン協定の合意により、20年以上にわたった東西ドイツの緊張は緩和され、また米ソ間の関係改善にも寄与した。

## 死
ラッシュは1994年12月11日にフロリダ州デルレイビーチの自宅にて死去した。息子の1人によると、彼は心臓と血液の病気の治療を受けていた。

## 私生活
1947年、ラッシュはジェイン・ギルバート (Jane Gilbert Smith) と結婚した。彼らは息子5人、娘1人をもうけた。息子のうち2人は夭逝した。